# Municipio de Wright (condado de Ottawa)
El municipio de Wright (en inglés: Wright Township) es un municipio ubicado en el condado de Ottawa en el estado estadounidense de Míchigan. En el año 2010 tenía una población de 3147 habitantes y una densidad poblacional de 33,5 personas por km².

## Geografía
El municipio de Wright se encuentra ubicado en las coordenadas 43°4′37″N 85°51′9″O / 43.07694, -85.85250. Según la Oficina del Censo de los Estados Unidos, el municipio tiene una superficie total de 93.95 km², de la cual 93,5 km² corresponden a tierra firme y (0,48 %) 0,45 km² es agua.

## Demografía
Según el censo de 2010, había 3147 personas residiendo en el municipio de Wright. La densidad de población era de 33,5 hab./km². De los 3147 habitantes, el municipio de Wright estaba compuesto por el 96,28 % blancos, el 0,48 % eran afroamericanos, el 0,57 % eran amerindios, el 0,29 % eran asiáticos, el 1,72 % eran de otras razas y el 0,67 % eran de una mezcla de razas. Del total de la población el 3,3 % eran hispanos o latinos de cualquier raza.